# Mau5ville: Level 1
mau5ville: Level 1 è il settimo EP realizzato dal disc jockey e produttore discografico canadese deadmau5. L'EP contiene la collaborazione con Rob Swire Monophobia, la sua versione estesa e remix prodotti da Rinzen, Latroit e ATTLAS; due tracce prodotte da Getter e GTA e una seconda traccia prodotta da Zimmerman. La versione Beatport dell'EP contiene due mix bonus di Monophobia. L'EP prende titolo dal server di Minecraft creato da Zimmerman anni prima.

## Tracce
Musiche di Joel Zimmerman, eccetto dove indicato.
1. Monophobia (feat. Rob Swire) (Testo: Robert Swire-Thompson)
2. All Is Lost (di Getter) (feat. nothing,nowhere.) (Testo: Joseph Mulherin; Musica: Tanner Petulla)
3. Something Like (dei GTA) (Musica: Julio Mejia, Matt Toth)
4. Monophobia (Rinzen Remix)
5. Monophobia (Latroit Extended Remix)
6. Monophobia (ATTLAS Remix)
7. Nyquist
8. Monophobia (Extended Mix)

Beatport bonus tracks
1. Monophobia (Extended Instrumental Mix)
2. Monophobia (Latroit Extended Dub)